# Voleybol 1. Ligi (damer)
Voleybol 1. Ligi är den nästa högsta serienivån i volleyboll i Turkiet. Serien grundades 1983 och har gått under sitt nuvarande namn sen säsongen 2016-2017. Tidigare hade serien namnet Voleybol 2. Ligi, medan Voleybol 1. Ligi var namnet på högsta serien (numera kallad Sultanlar Ligi). Serienivån består av två serier (A och B) med tolv lag i varje. De fyra bästa lagen från respektive serie spelar ett finalspel för att avgöra vilka lag som går upp till Sultanlar Ligi.

## Resultat per säsong
| Mellan 1983 och 2016 kallades serien Voleybol 2. Ligi    |                          |                    |                  |
| 2006-07 mer information                                  | Selçuk Üniversitesi      | Marmaris           | Ankara Eczacı    |
| 2007-08 mer information                                  | Konya Ereğli             | Gazi Üniversitesi  | Nilüfer BSK      |
| 2008-09 mer information                                  | Tarim                    | MKE Ankaragücü GSK | Beylikdüzü VİK   |
| 2009-10 mer information                                  | TED Ankara Kolejliler SK | Dicle Üniversitesi | Çerkezköy        |
| 2010-11 mer information                                  | Emlak-TOKİ               | Yeşilyurt SK       | Çanakkale BSK    |
| 2011-12 mer information                                  | Sarıyer BSK              | Bursa BBSK         | Karşıyaka SK     |
| 2012-13 mer information                                  | Çanakkale BSK            | Gazi Üniversitesi  | Karşıyaka SK     |
| 2013-14 mer information                                  | İdmanocağı SK            | Nilüfer BSK        | Seramiksan SK    |
| 2014-15 mer information                                  | Salihli BGSK             | Halkbank SK        | Karşıyaka SK     |
| 2015-16 mer information                                  | Beşiktaş JK              | Seramiksan SK      | Balıkesir BB     |
| Sedan 2016 går turneringen under namnet Voleybol 1. Ligi |                          |                    |                  |
| 2016-17 mer information                                  | Beylikdüzü VİK           | İlbank SK          | Pursaklar VIG SK |
| 2017-18 mer information                                  | Türk Hava Yolları SK     | Karayolları SK     | Balıkesir BB     |
| 2018-19 mer information                                  | PTT SK                   | Yeşilyurt SK       | Sarıyer BSK      |
| 2019-20 mer information                                  | Ej slutförd              | Ej slutförd        | Ej slutförd      |
| 2020-21 mer information                                  | Kalecik                  | Bolu Belediyespor  | Adam Voleybol SK |
| 2021-22 mer information                                  | İlbank SK                | Çukurova BSK       | Adam Voleybol SK |
| 2022-23 mer information                                  | Beşiktaş JK              | Karayolları SK     | Adam Voleybol SK |
| 2023-24 mer information                                  | Bahçelievler BSK         | Aras Kargo SK      | Istanbul BBSK    |